# 붙임 공간
위상수학에서 붙임 공간(-空間, 영어: attaching/adjunction space)은 위상 공간과 연속 함수의 범주에서의 밂이다. 이는 두 함수 가운데 하나가 쌍대올뭉치일 경우 잘 작동하지만, 그렇지 않을 경우는 호모토피 이론적으로 잘 작동하지 않는다. (즉, 호모토피 범주에서의 밂을 이루지 않는다.) 이러한 경우, 호모토피 붙임 공간(영어: homotopy adjunction space)을 사용하여야 한다.
마찬가지로, 당김 공간(-空間, 영어: pullback space)은 위상 공간과 연속 함수의 범주에서의 당김이다. 이는 두 함수 가운데 하나가 올뭉치일 경우 잘 작동하지만, 그렇지 않을 경우는 호모토피 이론적으로 잘 작동하지 않는다. (즉, 호모토피 범주에서의 당김을 이루지 않는다.) 이러한 경우, 호모토피 당김 공간(영어: homotopy pullback space)을 사용하여야 한다.

## 정의

### 붙임 공간
같은 정의역을 가진 두 연속 함수
{\displaystyle Y{\xleftarrow {g}}Z{\xrightarrow {f}}X}
가 주어졌다고 하자. 그렇다면, 분리합집합 {\displaystyle X\sqcup Y} 위에 다음과 같은 이항 관계를 정의하자.
{\displaystyle f(z)\succ g(z)\qquad \forall z\in Z}
이는 일반적으로 대칭 관계도, 추이적 관계도 아니다. 이를 포함하는 가장 작은 동치 관계를 {\displaystyle \sim }라고 표시하자. 즉, {\displaystyle x,y\in X\sqcup Y}에 대하여, {\displaystyle x\sim y}라는 것은 다음과 같은 지그재그가 존재함을 뜻한다.
{\displaystyle \forall x\in X,y\in Y\colon \left(x\sim y\iff \exists x_{0},\dots ,x_{k}\in X,y_{0},\dots ,y_{k}\in Y\colon x=x_{0}\succ y_{0}\prec x_{1}\succ y_{1}\prec x_{2}\succ \cdots \succ y_{k}=y\right)}
마찬가지로, {\displaystyle x,x'\in X}에 대하여 {\displaystyle x\sim x'}이라는 것은 다음과 같은 지그재그가 존재함을 뜻한다.
{\displaystyle \forall x,x'\in X\colon \left(x\sim x'\iff \exists x_{0},\dots ,x_{k}\in X,y_{1},\dots ,y_{k}\in Y\colon x=x_{0}\succ y_{1}\prec x_{1}\succ y_{2}\prec x_{2}\succ \cdots \prec x_{k}=x'\right)}
마찬가지로, {\displaystyle y,y'\in Y}에 대하여 {\displaystyle y\sim y'}이라는 것은 다음과 같은 지그재그가 존재함을 뜻한다.
{\displaystyle \forall y,y'\in Y\colon \left(y\sim y'\iff \exists x_{1},\dots ,x_{k}\in X,y_{1},\dots ,y_{k}\in Y\colon y=y_{0}\prec x_{1}\succ y_{1}\prec x_{2}\succ \cdots \succ y_{k}=y'\right)}
{\displaystyle X}와 {\displaystyle Y}의 {\displaystyle f} 및 {\displaystyle g}를 통한 붙임 공간은 분리합집합의 다음과 같은 몫공간이다.
{\displaystyle X\cup _{f,g}Y={\frac {X\sqcup Y}{\sim }}}
이는 위상 공간의 범주의 밂을 이룬다.
붙임 공간의 구성에 따라, 붙임 공간은 {\displaystyle Z}의 위상에 의존하지 않는다. 따라서, {\displaystyle Z}에 {\displaystyle f}와 {\displaystyle g}에 대한 시작 위상을 부여하거나 이산 위상을 부여할 수 있다.

### 호모토피 붙임 공간
붙임 공간은 {\displaystyle f}나 {\displaystyle g} 가운데 하나가 쌍대올뭉치가 아니라면 호모토피 이론적으로 좋은 성질을 갖지 않는다. 이 문제를 해결하려면 호모토피 붙임 공간을 사용하여야 한다.
연속 함수
{\displaystyle Y{\xleftarrow {g}}Z{\xrightarrow {f}}X}
가 주어졌을 때, 호모토피 붙임 또는 이중 사상 기둥(영어: double mapping cylinder)은 다음과 같다.
{\displaystyle X\cup _{f}Z\times [0,1]\cup _{g}Y}
이 경우, 표준적인 함수
{\displaystyle X{\overset {f}{\hookrightarrow }}X\cup _{f}Z\times [0,1]\cup _{g}Y}
{\displaystyle Y{\overset {g}{\hookrightarrow }}X\cup _{f}Z\times [0,1]\cup _{g}Y}
는 (비호모토피 붙임 공간과 달리) 쌍대올뭉치를 이룬다.

### 당김 공간
같은 공역을 가진 두 연속 함수
{\displaystyle Y{\xrightarrow {g}}Z{\xleftarrow {f}}X}
가 주어졌다고 하자. 그렇다면, 이에 대한 당김 공간(영어: pullback space)은 다음과 같은, 곱공간 {\displaystyle X\times Y}의 부분 공간이다.
{\displaystyle X\times _{f,g}Y=\{(x,y)\in X\times Y\colon f(x)=g(y)\}\subseteq X\times Y}
이는 위상 공간의 범주의 당김을 이룬다.
이 경우, 표준적 연속 함수
{\displaystyle X\times _{Z}Y\to X}
{\displaystyle X\times _{Z}Y\to Y}
가 존재하지만, 이들은 일반적으로 올뭉치가 아니다.

### 호모토피 당김 공간
당김 공간은 {\displaystyle f}나 {\displaystyle g} 가운데 하나가 올뭉치가 아니라면 호모토피 이론적으로 좋은 성질을 갖지 않는다. 이 문제를 해결하려면 호모토피 당김 공간을 사용하여야 한다.
같은 공역을 가진 두 연속 함수
{\displaystyle Y{\xrightarrow {g}}Z{\xleftarrow {f}}X}
가 주어졌다고 하자. 그렇다면, 이에 대한 당김 공간(영어: pullback space)은 다음과 같은, 곱공간 {\displaystyle X\times \operatorname {path} (Z)\times Y}의 부분 공간이다.
{\displaystyle \{(x,\gamma ,y)\in X\times \operatorname {path} (X)\times Y\colon \gamma (0)=f(x),\;\gamma (1)=g(y)\}}
여기서 {\displaystyle X^{I}}는 (콤팩트-열린집합 위상을 부여한) 경로 공간이다.

## 예

### 사상뿔
연속 함수 {\displaystyle f\colon X\to Y}가 주어졌다고 하자. 그렇다면, {\displaystyle \{\bullet \}\leftarrow X{\xrightarrow {f}}Y}에 대한 (호모토피) 붙임 공간을 생각할 수 있다. (여기서 {\displaystyle \{\bullet \}}은 한원소 공간이다.)
이에 대한 붙임 공간은 {\displaystyle Y}의 몫공간 {\displaystyle Y/f(X)}이다. 그러나 이는 일반적으로 각종 분리 공리를 따르지 않는다.
반면, 호모토피 붙임 공간은 다음과 같은 뿔로 구성된다.
{\displaystyle \operatorname {cone} (X)\cup _{f}Y={\frac {(X\times [0,1])/(X\times \{0\})\sqcup Y}{((x,1)\sim f(x)\;\forall x\in X}}}
이를 사상뿔(寫像-, 영어: mapping cone)이라고 한다. 만약 {\displaystyle X}와 {\displaystyle Y}가 각종 분리 공리를 만족시킨다면, 그 사상뿔 역시 각종 분리 공리를 만족시킨다. 이는 호모토피 범주에서의 "몫공간"으로 생각할 수 있다. 사상뿔은 몫공간보다 더 나은 성질을 보이므로, 상대 호몰로지 {\displaystyle \operatorname {H} _{\bullet }(X,A)}는 보통 포함 함수 {\displaystyle A\hookrightarrow X}의 사상뿔의 축소 호몰로지로 정의된다.
특히, {\displaystyle X=Y}이며 {\displaystyle f=\operatorname {id} _{X}}일 경우, 이는 {\displaystyle X} 위의 뿔(영어: cone) {\displaystyle \operatorname {cone} (X)=X\times [0,1]/(X\times \{0\})}이 된다.

### 사상기둥
연속 함수 {\displaystyle f\colon X\to Y}가 주어졌다고 하자. 그렇다면, {\displaystyle X{\xleftarrow {\operatorname {id} }}X{\xrightarrow {f}}Y}에 대한 (호모토피) 붙임 공간을 생각할 수 있다. (여기서 {\displaystyle \operatorname {id} }는 항등 함수이다.)
붙임 공간은 다음과 같은 {\displaystyle X\sqcup Y}의 몫공간이며, 이는 {\displaystyle Y}와 위상 동형이다.
{\displaystyle X\cup _{\operatorname {id} ,f}Y={\frac {Y\sqcup X}{f(x)\sim x\;\forall x\in X}}\cong Y}
호모토피 붙임 공간은 다음과 같이, {\displaystyle X} 위의 기둥을 {\displaystyle Y}에 붙인 것이다.
{\displaystyle X\times [0,1]\cup _{f\times \{1\}}Y={\frac {X\times [0,1]\sqcup Y}{f(x)\sim (x,1)\;\forall x\in X}}}
이를 사상기둥(寫像-, 영어: mapping cylinder) {\displaystyle M_{f}}라고 한다.
{\displaystyle {\begin{matrix}X&{\xrightarrow {f}}&Y\\\|&&\downarrow \\X&\to &M_{f}\end{matrix}}}
이 경우, 변형 수축
{\displaystyle M_{f}\to Y}
이 존재하며, 따라서 {\displaystyle M_{f}}와 {\displaystyle Y}는 서로 호모토피 동치이다. 또한,
{\displaystyle {\tilde {f}}\colon X\to M_{f}}
는 쌍대올뭉치를 이룬다.  따라서, 모든 함수는 쌍대올뭉치 및 호모토피 동치의 합성으로 분해할 수 있다. 이는 위상 공간의 모형 범주에서의 쌍대올분해(영어: cofibrant resolution)이다.
특히, {\displaystyle X=Y}이고 {\displaystyle f=\operatorname {id} _{X}}일 경우 사상기둥은 단순히 기둥 {\displaystyle X\times [0,1]}이 된다.

### 이음

두 선분(녹색 및 청색으로 표시)의 이음은 위와 같이 사면체를 이룬다.

다음과 같은, 곱공간의 사영 사상의 (호모토피) 붙임 공간을 생각하자.
{\displaystyle X\leftarrow X\times Y\to Y}
이에 대한 붙임 공간은 한원소 공간이다. (이는 곱공간 사영 사상이 쌍대올뭉치와 매우 다르기 때문이다.) 반면, 이에 대한 호모토피 붙임 공간
{\displaystyle X*Y={\frac {X\times Y\times [0,1]}{(x,y,0)\sim (x,y',0),\;(x,y,1)\sim (x',y,1)\;\forall x,x'\in X,\;y,y'\in Y}}}
은 {\displaystyle X}와 {\displaystyle Y}의 이음이라고 하며, 일반적으로 축약 가능 공간이 아니다.
특히, 0차원 초구 {\displaystyle \mathbb {S} ^{0}=\{0,1\}}와의 이음은 현수 {\displaystyle \mathbb {S} ^{0}*X=\operatorname {S} X}라고 한다. 마찬가지로, 한원소 공간과의 이음은 뿔 {\displaystyle \{\bullet \}*X=\operatorname {cone} (X)}을 이룬다.

### 사상 경로 공간
연속 함수 {\displaystyle f\colon X\to Y}가 주어졌다고 하자. 그렇다면, {\displaystyle X{\xrightarrow {f}}Y{\xleftarrow {\operatorname {id} }}Y}에 대한 (호모토피) 당김 공간을 생각할 수 있다. (여기서 {\displaystyle \operatorname {id} }는 항등 함수이다.)
당김 공간의 경우는 이는 {\displaystyle X\times Y}의 부분 공간 위상을 부여한 {\displaystyle f}의 그래프
{\displaystyle \operatorname {graph} f=\{(x,f(x))\in X\times Y\colon x\in X\}\subseteq X\times Y}
이며 따라서 {\displaystyle X}와 위상 동형이다.
호모토피 당김 공간의 경우, 이는
{\displaystyle \operatorname {cocyl} f=\{(x,\gamma )\in X\times \operatorname {path} (Y)\colon f(x)=\gamma (0)\}}
를 이루며, 이를 사상 경로 공간(寫像經路空間, 영어: mapping path space) 또는 사상 쌍대기둥(영어: mapping cocylinder)이라고 한다. 그렇다면, 가환 그림은 다음과 같다.
{\displaystyle {\begin{matrix}X&\to &Y\\\downarrow &&\|\\\operatorname {cocyl} f&\to &Y\end{matrix}}}
여기서 {\displaystyle \operatorname {cocyl} f}는 {\displaystyle X}와 약한 호모토피 동치이며 {\displaystyle {\tilde {f}}\colon \operatorname {cocyl} f\to Y}는 올뭉치이다. 따라서, 모든 함수는 호모토피 동치 및 올뭉치의 합성으로 분해할 수 있다. 이는 위상 공간의 모형 범주에서의 올분해(영어: fibrant resolution)이다.

### 경로 공간
위상 공간 {\displaystyle X}의 두 점 {\displaystyle x,x'\in X}가 주어졌다고 하자. 그렇다면,
{\displaystyle \{\bullet \}{\xrightarrow {x}}X{\xleftarrow {x'}}\{\bullet \}}
의 (호모토피) 당김 공간을 생각할 수 있다.
당김 공간은 단순히 한원소 공간이다. (이는 점 포함 사상이 올뭉치와 매우 다르기 때문이다.) 그러나 호모토피 당김 공간은 더 많은 정보를 가진다. 구체적으로, 이는 {\displaystyle X} 위의, {\displaystyle x}에서 {\displaystyle x'}으로 가는 경로들의 공간이다. 만약 {\displaystyle x=x'}이라면, 이 호모토피 당김 공간의 경로 연결 성분들은 기본군 {\displaystyle \pi _{1}(X,x)}을 이룬다.

### 쐐기합
점을 가진 공간 {\displaystyle (X,x)}, {\displaystyle (Y,y)}가 주어졌다고 하자. 그렇다면,
{\displaystyle X\xleftarrow {x} \{\bullet \}\xrightarrow {y} Y}
의 (호모토피) 붙임 공간을 생각할 수 있다.
붙임 공간은 쐐기합 {\displaystyle X\vee Y=(X\sqcup Y)/\{x,y\}}이다. 호모토피 붙임 공간은
{\displaystyle {\frac {X\sqcup Y\sqcup [0,1]}{0\sim x,\;1\sim y}}}
이다. 즉, 선분 {\displaystyle [0,1]}의 양끝에 {\displaystyle X}와 {\displaystyle Y}를 각각 점에서 붙인 것이다. 이는 쐐기합과 호모토피 동치이다.

## 같이 보기
- 몫공간

## 참고 문헌
- Hatcher, Allen (2002). 《Algebraic topology》 (영어). Cambridge: Cambridge University Press. ISBN 978-0-521-79540-1. MR 1867354. Zbl 1044.55001.